# Schots onafhankelijkheidsreferendum 2014

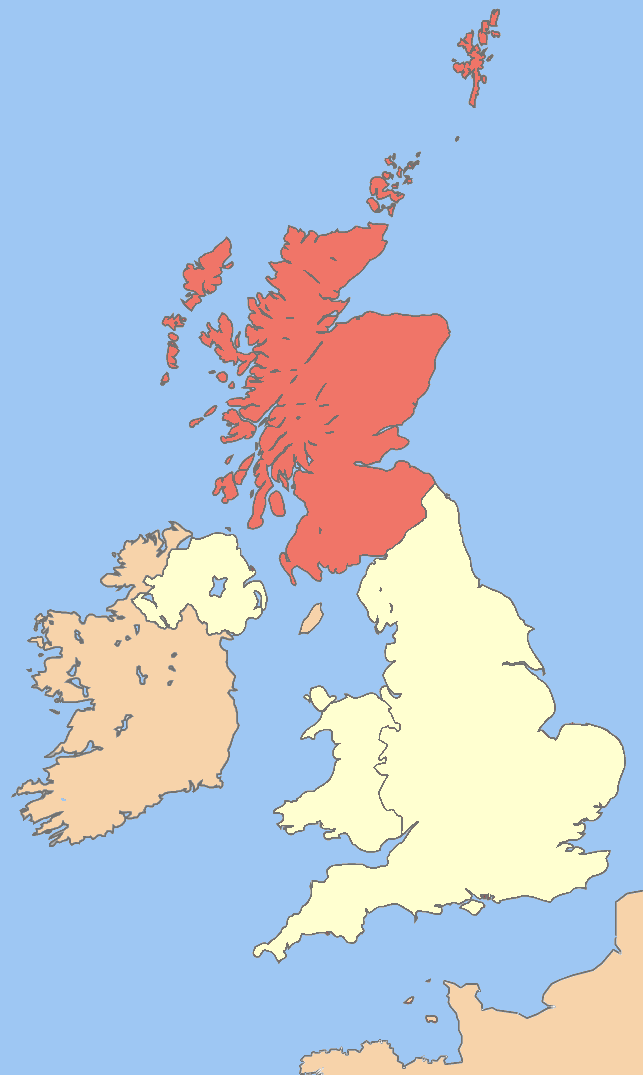
Ligging van Schotland binnen het Verenigd Koninkrijk

Het referendum over de onafhankelijkheid van Schotland vond plaats op 18 september 2014. Een meerderheid van 55,3% stemde tegen onafhankelijkheid. Het referendum kende een opkomst van 84,6%.

## Achtergrond
Schotland is deel van het Verenigd Koninkrijk en geldt daarbinnen, net als Engeland, Wales en Noord-Ierland als een constituerend land. Schotland kent een ruime mate van autonomie en heeft bijvoorbeeld een eigen parlement. In voorbije eeuwen was het als koninkrijk een soeverein land, maar in 1707 werd het middels de Act of Union verenigd met zuiderbuur Engeland.
De roep om (hernieuwde) onafhankelijkheid van Schotland is nooit weg geweest, er hebben zich in het 'Britse' Schotland altijd nationalistische en separatistische groeperingen en partijen geroerd.
Een van die partijen is de Scottish National Party (SNP), opgericht in 1934. De partij heeft bij verkiezingen wisselende successen gekend. Bij de verkiezingen voor het Schots Parlement van 2011 boekte de SNP een forse winst en verkreeg ze 65 zetels, wat een meerderheid betekende. De daarna aangetreden eerste minister en SNP-leider Alex Salmond beloofde vóór 2016 een referendum te houden over onafhankelijkheid.

## Politiek proces naar het referendum

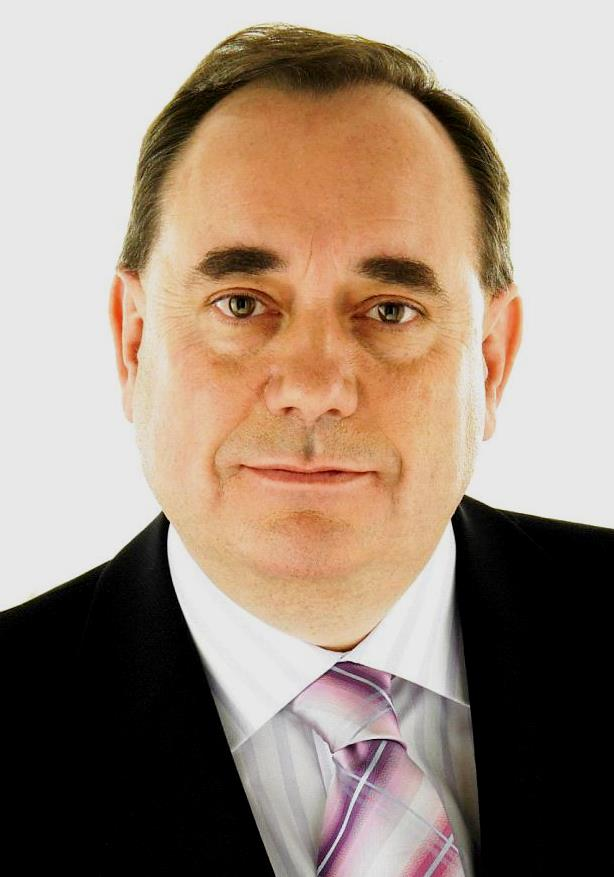
Alex Salmond

Het streven van Salmond had succes. Op 15 oktober 2012 werd een overeenkomst getekend tussen Salmond en de premier van het Verenigd Koninkrijk, David Cameron, voor zo'n referendum in de herfst van 2014. Vastgelegd werd dat de vraag naar onafhankelijkheid te beantwoorden zou zijn met 'ja' of 'nee'. Iets later, op 9 november, werd door de Schotse regering de vraag geformuleerd: "Bent u het ermee eens dat Schotland een onafhankelijk land moet worden?".
Op 16 januari 2013 nam het Britse Hogerhuis unaniem een wet aan die wettelijke bevoegdheden afstond aan het Schots Parlement om het referendum te kunnen houden. Dit was nodig omdat uittreding van een van de landen raakt aan het constitutionele wezen van het Verenigd Koninkrijk, waar normaal gesproken het Britse parlement zeggenschap over heeft. Met deze overdracht werd de weg vrijgemaakt voor de Scottish Independence Referendum (Franchise) Bill (Wet op het Schotse onafhankelijkheidsreferendum).
Op 26 november 2013 presenteerde Salmond een 670 pagina's tellend White Paper met daarin zowel argumenten voor een onafhankelijk Schotland als een uitgebreide blauwdruk van hoe dat er uit zou moeten komen te zien. De onafhankelijkheid zou naar de wens van de SNP in 2016 ingaan en Schotland zou onder meer het Britse pond en het Britse staatshoofd behouden en binnen de Europese Unie blijven, maar wel een eigen leger krijgen en een eigen belastingstelsel voeren.
De Britse premier Cameron riep de inwoners van Schotland meermaals op om binnen het verband van het Verenigd Koninkrijk te blijven.

## Het referendum

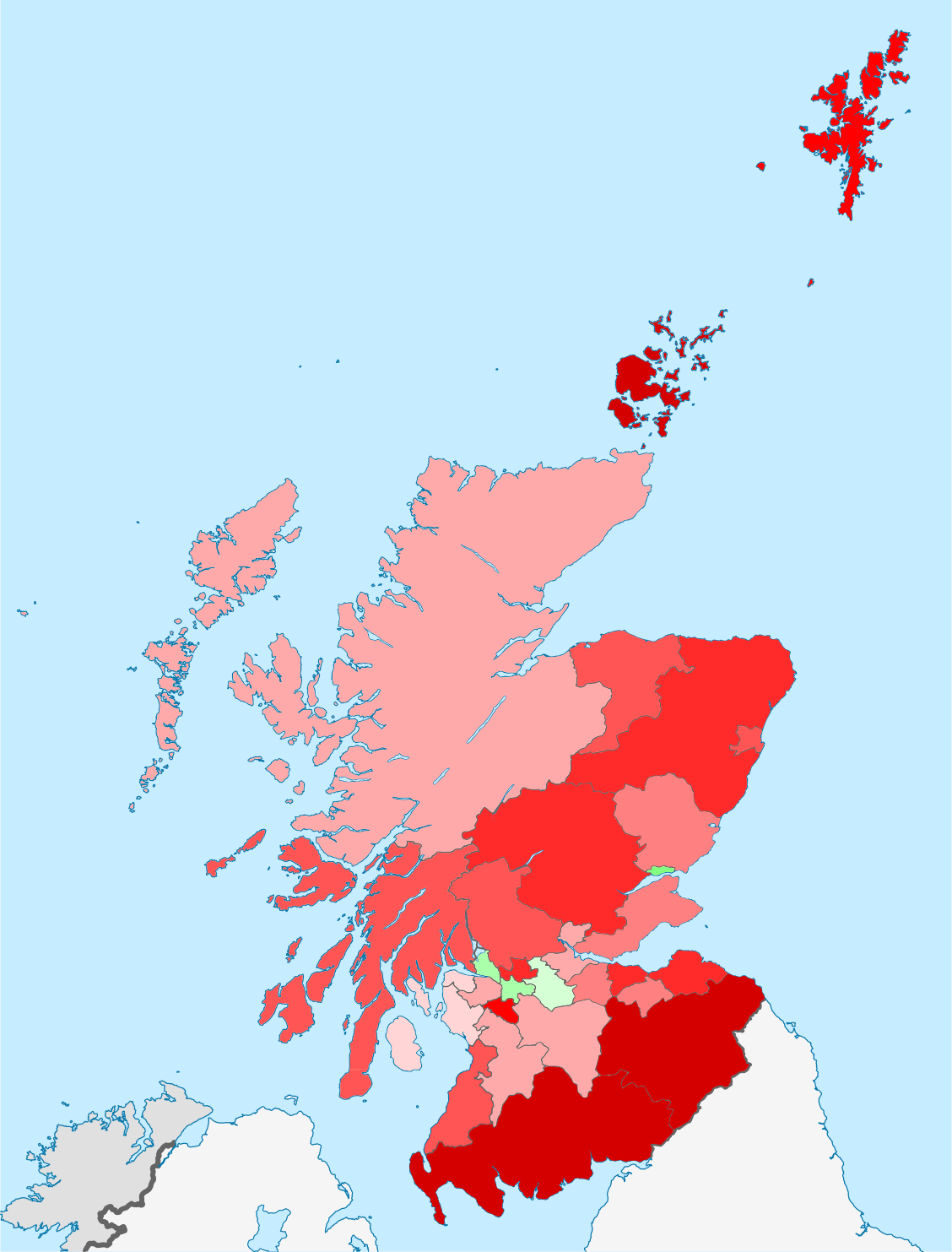
Resultaat per raadsgebied: hoe roder, hoe meer stemmen tegen en hoe groener, hoe meer stemmen voor

Op 21 maart 2013 maakte de Schotse regering de datum bekend waarop het referendum zou worden gehouden: 18 september 2014.
De vraag die gesteld werd was "Moet Schotland een onafhankelijk land zijn?". (Deze formulering werd op 30 januari 2013 aangenomen, nadat er kritiek was gekomen op de aanvankelijke formulering van 9 november 2012.) Er kon gekozen worden uit de antwoorden 'ja' of 'nee'.
Deelname aan de volksraadpleging stond open voor alle in Schotland wonende burgers van de Europese Unie en van het Gemenebest, met een minimale leeftijd van zestien jaar.

### Peilingen
Vanaf het moment dat tot het referendum werd besloten werden er vele opiniepeilingen gehouden. Deze leverden steevast een meerderheid op voor het 'nee'-kamp. Op 7 september gaf voor het eerst een van de peilingen een nipte meerderheid (51%) voor een 'ja' te zien. Dit had onmiddellijk impact op de beurzen en de politiek in Londen. De pond sterling daalde in waarde, evenals de aandelenwaarde van Schotse bedrijven. De Britse regering beloofde meer autonomie voor de Schotten als ze binnen de Unie zouden blijven.

### Uitslag
Uiteindelijk werd na het binnenkomen van de uitslagen duidelijk dat Schotland niet voor onafhankelijk had gekozen. 55 procent van de Schotten stemde tegen onafhankelijkheid, terwijl 45 procent voor stemde. Ook waren er maar enkele districten waar de Schotten die onafhankelijk wilden worden in de meerderheid waren, namelijk Glasgow (53,5 procent voor), Dundee, West Dunbartonshire en North Lanarkshire.

#### Resultaat per gebied
| Raadsgebied           | Ja        | Nee       | Ja (%) | Nee (%) | Totaal    | Opkomst |
| --------------------- | --------- | --------- | ------ | ------- | --------- | ------- |
| Aberdeen              | 59.390    | 84.094    | 41,4%  | 58,6%   | 143.484   | 81,7%   |
| Aberdeenshire         | 71.337    | 108.606   | 39,6%  | 60,4%   | 179.943   | 87,2%   |
| Angus                 | 35.044    | 45.192    | 43,7%  | 56,3%   | 80.236    | 85,7%   |
| Argyll and Bute       | 26.324    | 37.143    | 41,5%  | 58,5%   | 63.467    | 88,2%   |
| Buiten-Hebriden       | 9.195     | 10.544    | 46,6%  | 53,4%   | 19.739    | 86,2%   |
| Clackmannanshire      | 16.350    | 19.036    | 46,2%  | 53,8%   | 35.386    | 88,6%   |
| Dumfries and Galloway | 36.614    | 70.039    | 34,3%  | 65,7%   | 106.653   | 87,5%   |
| Dundee                | 53.620    | 39.880    | 57,3%  | 42,7%   | 93.500    | 78,8%   |
| East Ayrshire         | 39.762    | 44.442    | 47,2%  | 52,8%   | 84.204    | 84,5%   |
| East Dunbartonshire   | 30.624    | 48.314    | 38,8%  | 61,2%   | 78.938    | 91,0%   |
| East Lothian          | 27.467    | 44.283    | 38,3%  | 61,7%   | 71.750    | 87,6%   |
| East Renfrewshire     | 24.287    | 41.690    | 36,8%  | 63,2%   | 65.977    | 90,4%   |
| Edinburgh             | 123.927   | 194.638   | 38,9%  | 61,1%   | 318.565   | 84,4%   |
| Falkirk               | 50.489    | 58.030    | 46,5%  | 53,5%   | 108.519   | 88,7%   |
| Fife                  | 114.148   | 139.788   | 45,0%  | 55,0%   | 253.936   | 84,1%   |
| Glasgow               | 194.739   | 169.347   | 53,5%  | 46,5%   | 364.086   | 75,0%   |
| Highland              | 78.069    | 87.739    | 47,1%  | 52,9%   | 190.778   | 87,0%   |
| Inverclyde            | 27.243    | 27.329    | 49,9%  | 50,1%   | 54.572    | 87,4%   |
| Midlothian            | 26.370    | 33.972    | 43,7%  | 56,3%   | 60.342    | 86,8%   |
| Moray                 | 27.232    | 36.935    | 42,4%  | 57,6%   | 64.167    | 85,4%   |
| North Ayrshire        | 47.072    | 49.016    | 48,9%  | 51,1%   | 96.088    | 84,4%   |
| North Lanarkshire     | 115.783   | 110.922   | 51,0%  | 48,9%   | 226.705   | 84,4%   |
| Orkney                | 4.883     | 10.004    | 32,8%  | 67,2%   | 14.887    | 83,7%   |
| Perth and Kinross     | 41.475    | 62.714    | 39,8%  | 60,2%   | 104.189   | 86,9%   |
| Renfrewshire          | 55.466    | 62.067    | 47,2%  | 52,8%   | 117.533   | 87,3%   |
| Scottish Borders      | 27.906    | 55.553    | 33,4%  | 66,6%   | 83.459    | 87,4%   |
| Shetland              | 5.669     | 9.951     | 36,3%  | 63,7%   | 15.620    | 84,4%   |
| South Ayrshire        | 34.402    | 47.247    | 42,1%  | 57,9%   | 81.649    | 86,1%   |
| South Lanarkshire     | 100.990   | 121.800   | 45,3%  | 54,7%   | 222.790   | 85,3%   |
| Stirling              | 25.010    | 37.153    | 40,2%  | 59,8%   | 62.163    | 90,1%   |
| West Dunbartonshire   | 33.720    | 28.676    | 54,0%  | 46,0%   | 62.396    | 87,9%   |
| West Lothian          | 53.342    | 65.682    | 44,8%  | 55,2%   | 119.024   | 86,2%   |
| Totaal                | 1.617.989 | 2.001.926 | 44,70% | 55,30%  | 4.283.392 | 84,59%  |

## Na het referendum

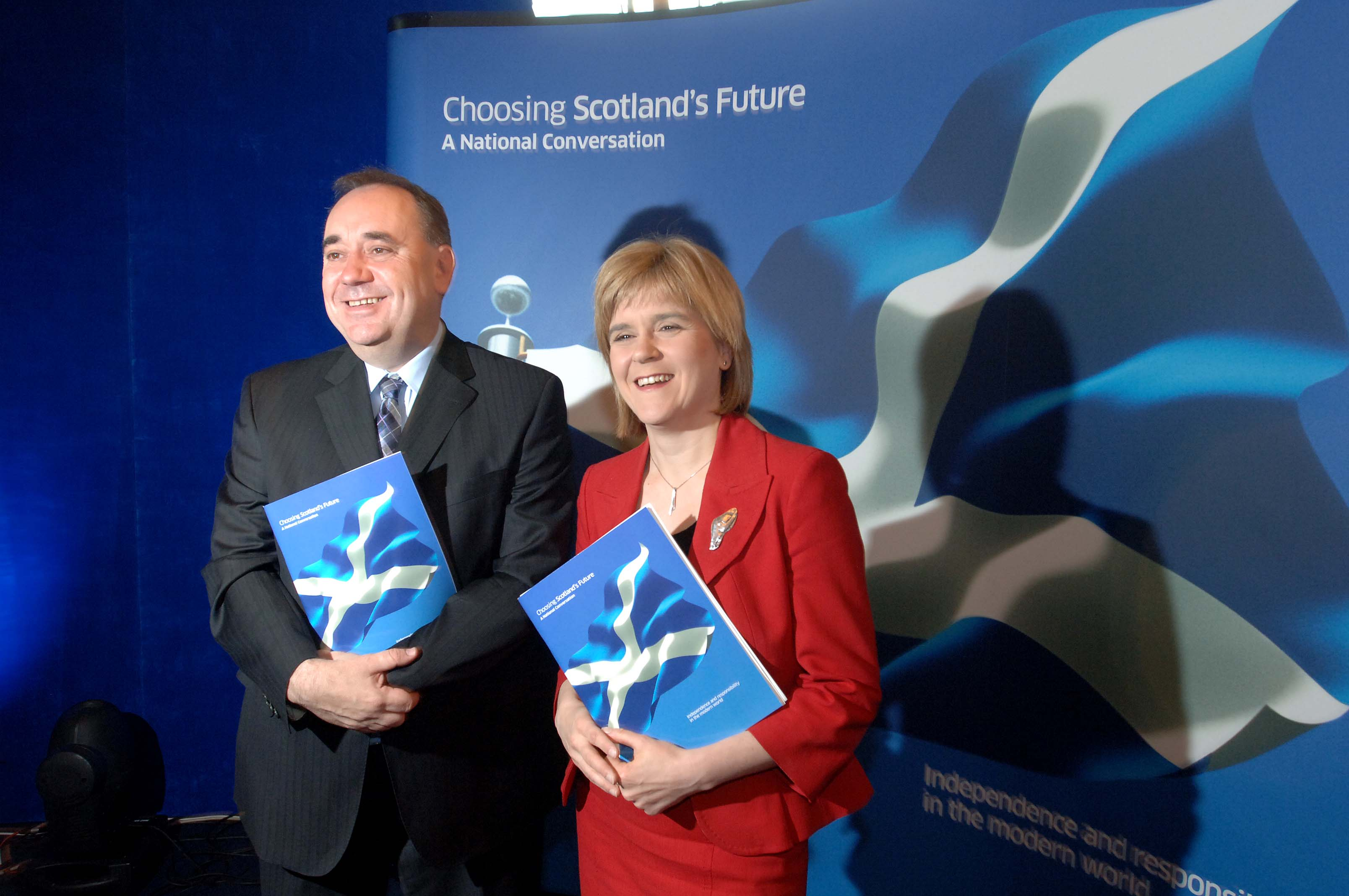
Alex Salmond en Nicola Sturgeon

De dag na het referendum besloot de leider van de SNP, Alex Salmond, om af te treden. In zijn verklaring bij het aftreden gaf hij aan dat hij niet de juiste persoon was om na het referendum met de Britse regering te onderhandelen over de verdere autonomie van Schotland. Nicola Sturgeon volgde Salmond op als premier van Schotland.

### Na het brexitreferendum
Bij het referendum over het EU-lidmaatschap van het Verenigd Koninkrijk in juni 2016 hebben de Schotse kiezers zich in meerderheid uitgesproken tegen een brexit. Sturgeon had in aanloop naar dat referendum meermalen duidelijk gemaakt dat na een uittreding van het Verenigd Koninkrijk uit de EU de weg open zou liggen naar een nieuw referendum over Schotse onafhankelijkheid. Daags na de overwinning van het brexitkamp liet ze weten dat de Schotse regering al stappen had ondernomen op weg naar een dergelijk referendum.
Na een toespraak van de Britse premier Theresa May in januari 2017 over een "harde brexit" zinspeelde ze opnieuw op een tweede referendum. Op 28 maart dat jaar stemde het Schots Parlement in met het ondernemen van stappen naar een dergelijk referendum. De Britse regering verzet zich echter tegen deze plannen.
Na de Lagerhuisverkiezingen in december 2019, waarin de SNP van Sturgeon een grote winst behaalde in Schotland, drong zij opnieuw aan op een tweede referendum. Theresay Mays opvolger Johnson liet opnieuw duidelijk weten dat de Britse regering hier niets voor voelde. In januari 2020 publiceerde hij op Twitter een brief die hij aan Sturgeon had geschreven waarin hij de referendumuitslag uit 2014 als belangrijkste argument aanvoerde tegen een nieuw referendum. Op 29 januari dat jaar stemde het Schotse parlement voor een nieuw referendum.